# Paavo Nurmi Games
Le Paavo Nurmi Games est un meeting international d'athlétisme, organisé chaque année à Turku, en Finlande, par la Turun Urheiluliitto.
Le premier meeting a eu lieu le 13 juin 1957 pour célébrer le 60e anniversaire de Paavo Nurmi dans sa ville natale. Cette compétition est devenue depuis un meeting « classique » puis « premium » de l'Association européenne d'athlétisme.

## Records du stade[2]

### Hommes
| Epreuve           | Record             | Athlète                 | Nationalité | Date                       | Ref |
| ----------------- | ------------------ | ----------------------- | ----------- | -------------------------- | --- |
| 100 m             | 10 s 00 (+1.3 m/s) | Mike Rodgers            | États-Unis  | 11 juin 2019               |     |
| 200 m             | 20 s 23 (0.0 m/s)  | Ramil Guliyev           | Turquie     | 5 juin 2018                |     |
| 400 m             | 45 s 71            | Mark Hylton             | Royaume-Uni | 12 juillet 1997            |     |
| 800 m             | 1 min 45 s 00      | Mike Boit               | Kenya       | 24 juillet 1975            |     |
| 1 500 m           | 3 min 36 s 81      | Elijah Manangoi         | Kenya       | 25 juin 2015               |     |
| 3 000 m           | 7 min 44 s 36      | Sadik Mikhou            | Bahreïn     | 13 juin 2017               |     |
| 5 000 m           | 12 min 55 s 95     | Josphat Menjo           | Kenya       | 18 août 2010               |     |
| 10 000 m          | 26 min 56 s 74     | Josphat Menjo           | Kenya       | 29 août 2010               |     |
| 100 m haies       | 13 s 22            | Garfield Darien         | France      | 13 juin 2017               |     |
| 400 m haies       | 49 s 08            | Lukáš Souček            | Tchéquie    | 12 juillet 1997            |     |
| 3 000 m steeple   | 8 min 19 s 14      | Nicholas Bett           | Kenya       | 5 juin 2018                |     |
| Saut en hauteur   | 2,30 m             | Juha Isolehto           | Finlande    | 10 juin 1995               |     |
| Saut à la perche  | 5,85 m             | Yevgeny Smiryagin       | Russie      | 12 juin 1997               |     |
| Saut en longueur  | 8,32 m             | Carlos Calado           | Portugal    | 13 juillet 1997            |     |
| Triple saut       | 17,30 m            | Māris Bružiks           | Lettonie    | 11 juin 1995               |     |
| Lancer du poids   | 21,23 m            | Al Feuerbach Augie Wolf | États-Unis  | 1er août 1974 26 juin 1984 |     |
| Lancer du disque  | 66,74 m            | Fedrick Dacres          | Jamaïque    | 11 juin 2019               |     |
| Lancer du marteau | 82,40 m            | Paweł Fajdek            | Pologne     | 13 juin 2017               |     |
| Lancer du javelot | 91,28 m            | Thomas Röhler           | Allemagne   | 29 juin 2016               |     |
| Décathlon         | 7 954 pts          | Johannes Lahti          | Finlande    | 23 mai 1981                |     |
| 4 × 100 m         | 38 s 99            |                         | Royaume-Uni | 13 juillet 1997            |     |

### Femmes
| Epreuve           | Record         | Athlète              | Nationalité     | Date            | Ref |
| ----------------- | -------------- | -------------------- | --------------- | --------------- | --- |
| 100 m             | 11 s 16        | Carina Horn          | Afrique du Sud  | 25 juin 2015    |     |
| 200 m             | 22 s 57        | Hana Benešová        | Tchéquie        | 13 juillet 1997 |     |
| 400 m             | 50 s 67        | Riitta Salin         | Finlande        | 4 juillet 1976  |     |
| 800 m             | 2 min 1 s 50   | Olha Lyakhova        | Ukraine         | 13 juin 2017    |     |
| 1 500 m           | 4 min 6 s 36   | Francie Larrieu      | États-Unis      | 12 août 1976    |     |
| 3 000 m           | 8 min 38 s 65  | Meskerem Mamo        | Éthiopie        | 5 juin 2018     |     |
| 5 000 m           | 15 min 15 s 45 | Gabriela Szabo       | Roumanie        | 10 juin 1995    |     |
| 10 000 m          | 32 min 10 s 19 | Annemari Sandell     | Finlande        | 11 juin 1995    |     |
| 100 m haies       | 12 s 58        | Christina Clemons    | États-Unis      | 11 juin 2019    |     |
| 400 m haies       | 55 s 23        | Andrea Blackett      | Barbade         | 2 août 2000     |     |
| 3 000 m steeple   | 9 min 28 s 49  | Salima Alami         | Maroc           | 25 juin 2015    |     |
| Saut en hauteur   | 1,98 m         | Louise Ritter        | États-Unis      | 25 juillet 1985 |     |
| Saut à la perche  | 4,62 m         | Alysha Newman        | Canada          | 11 juin 2019    |     |
| Saut en longueur  | 6,84 m         | Iva Prandzheva       | Bulgarie        | 11 juin 1995    |     |
| Triple saut       | 14,37 m        | Iva Prandzheva       | Bulgarie        | 10 juin 1995    |     |
| Lancer du poids   | 19,97 m        | Helena Fibingerová   | Tchécoslovaquie | 19 août 1973    |     |
| Lancer du disque  | 66,22 m        | Sandra Perković      | Croatie         | 5 juin 2018     |     |
| Lancer du javelot | 65,03 m        | Tatsiana Khaladovich | Biélorussie     | 13 juin 2017    |     |
| Lancer du marteau | 75,61 m        | Anita Włodarczyk     | Pologne         | 11 juin 2019    |     |
| Heptathlon        | 6 130 pts      | Kathleen Gutjahr     | Allemagne       | 13 juillet 1997 |     |
| 4 × 100 m         | 43 s 94        |                      | Allemagne       | 13 juillet 1997 |     |